# Idaea gynochromaria
Idaea gynochromaria là một loài bướm đêm trong họ Geometridae.